# 内尔松·切列
内尔松·鲁文斯·切列·纳代奥（西班牙語：Nelson Rubens Chelle Naddeo，1931年5月18日—2001年12月17日），乌拉圭男子篮球运动员，曾代表乌拉圭参加1956年夏季奥运会和1960年夏季奥运会男子篮球比赛，分别获得铜牌和第八名。